# Kappa Tau Alpha
Kappa Tau Alpha es una sociedad de honor universitaria de Estados Unidos que reconoce la excelencia académica y promueve becas en periodismo y comunicación de masas. La afiliación se logra a partir de la excelencia en el trabajo académico en alguna de las universidades donde existen capítulos de la sociedad y a partir de la recomendación de varios de sus miembros.
Se trata de la séptima sociedad de honor nacional más antigua de EE. UU. Fue fundada por el periodista Walter Williams en la Universidad de Misuri en 1910 donde se encuentra la segunda escuela de periodismo más antigua del mundo. La KTA es la única sociedad de periodismo y comunicación de masas reconocida por la Asociación de Sociedades de Honor Universitario y es uno de los 67 miembros de la ACHS.
El emblema de Kappa Tau Alfa es la llave, el símbolo más viejo de conocimiento y comunicación, con una pluma de ave utilizada para la escritura. Las letras griegas significan "La Verdad Prevalecerá." Las letras también sugieren tres palabras inglesas: conocimiento, verdad y exactitud. Los colores de la sociedad son ligeros azules y oro, emblemático de valor y estándares altos.
La sociedad copatrocina los premios Kappa Tau Alfa-AEJMC otorgados en la convención anual de la Asociación para Educación en Periodismo y Comunicación de Masas y otorga ayudas para la investigación periodística.